# 根達綜合症
根達綜合症是卟啉症的一種。它十分罕有，為先天的綜合症。原因是酵素或尿卟啉原Ⅲ共合成酶不足，目前可利用臍帶血等幹細胞的技術予以治療。

## 外部連結
- GP Notebook
- 醫典 （页面存档备份，存于）